# Minuskuł 45
Minuskuł 45 (wedle numeracji Gregory—Aland) ε 442 (Soden) – rękopis Nowego Testamentu pisany minuskułą na pergaminie w języku greckim z XIII wieku. Przechowywany jest w Oksfordzie. Był wykorzystywany w dawnych wydaniach greckiego Nowego Testamentu.

## Opis rękopisu
Kodeks zawiera tekst czterech Ewangelii, na 398 pergaminowych kartach (18,5 cm na 13,5 cm), z jedną luką , brak tekstu Mk 2,5-15.
Tekst rękopisu pisany jest jedną kolumną na stronę, w 19-21 linijek na stronę. Inicjały zdobione są złotem. Atrament ma barwę brunatną, starotestamentowe cytaty są czasem oznaczane, przed każdą z Ewangelii umieszczone zostały portrety Ewangelistów.
Tekst Ewangelii dzielony jest według κεφαλαια (rozdziały), których numery umieszczono na marginesie. W górnym marginesie umieszczono τιτλοι (tytuły) do rozdziałów. Na marginesach umieszczono noty liturgiczne.

## Tekst

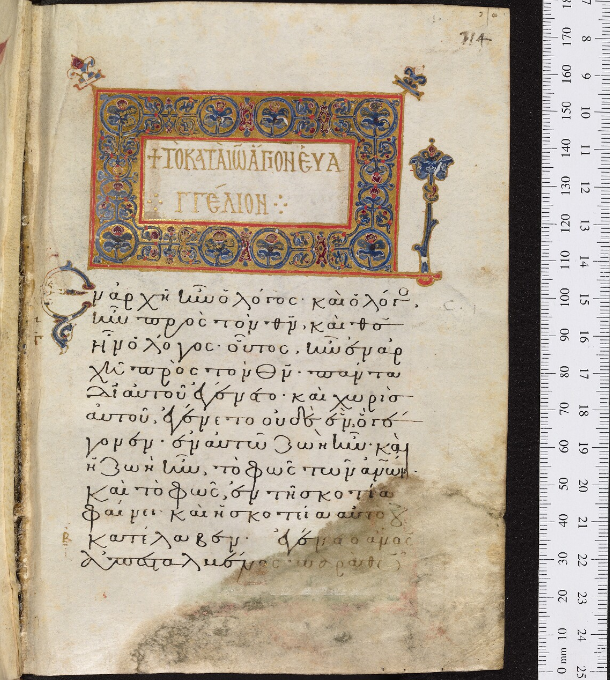
Początek Ewangelii Jana

Grecki tekst Ewangelii reprezentuje bizantyjską tradycję tekstualną. Hermann von Soden zaliczył rękopis do rodziny tekstualnej Kx (standardowy tekst bizantyjski). Aland zaklasyfikował go do kategorii V (standardowy tekst bizantyjski).
Według metody wielokrotnych wariantów Claremont Profile Method reprezentuje rodzinę tekstualną Kx (standardowy tekst bizantyński) w rozdziałach Ewangelii Łukasza (1 i 20). Metodą tą nie badano rozdziału 10.

## Historia
Rękopis datowany jest w oparciu o paleograficzne przesłanki. Griesbach datował go na XIV wiek, Scrivener datował na XII lub XIII wiek, Gregory datował na XIV wiek, Aland początkowo datował na XIV wiek. INTF datuje na wiek XIII. Rękopis został sporządzony w Konstantynopolu.
Rękopis sprowadził z Góry Atos do Anglii César de Missy, późniejszy kapelan angielskiego króla Jerzego III. Dokładna data nie jest znana, miało to miejsce w latach 1760-1770.
John Mill wykorzystał go na potrzeby swego wydania (jako Codex Bodleianus 1). Tekst został skolacjonowany przez de Missy'ego. Johann Jakob Wettstein wciągnął go na listę rękopisów Nowego Testamentu, nadał mu numer 45 i sporządził jego opis. Rękopis był badany przez Johna Milla, Wettsteina i Griesbacha. Nie jest wykorzystywany we współczesnych wydaniach greckiego Nowego Testamentu.
Rękopis przechowywany jest w Bibliotece Bodlejańskiej (Barocci 31) w Oksfordzie .